# 135041 Lorenzofranco
135041 Lorenzofranco è un asteroide della fascia principale. Scoperto nel 2001, presenta un'orbita caratterizzata da un semiasse maggiore pari a 2,389314 UA e da un'eccentricità di 0,176507, inclinata di 4,853935° rispetto all'eclittica.